# Оукс (Оклахома)
Оукс (енгл. Oaks) град је у америчкој савезној држави Оклахома.

## Демографија
По попису из 2010. године број становника је 288, што је 124 (-30,1%) становника мање него 2000. године.
| Група             | 2000.      | 2010.      |
| Белци             | 53 (12,9%) | 52 (18,1%) |
| Афроамериканци    | 0 (0,0%)   | 0 (0,0%)   |
| Азијати           | 1 (0,2%)   | 0 (0,0%)   |
| Хиспаноамериканци | 10 (2,4%)  | 9 (3,1%)   |
| Укупно            | 412        | 288        |